# Saint-Pierre-de-Bœuf
Saint-Pierre-de-Bœuf település Franciaországban, Loire megyében. Lakosainak száma 1705 fő (2022. január 1.). Saint-Pierre-de-Bœuf Limony, Le Péage-de-Roussillon, Saint-Maurice-l’Exil, Chavanay, Maclas és Malleval községekkel határos.

## Népesség
A település népessége az elmúlt években az alábbi módon változott:
| Lakosok száma | 1026 | 1051 | 1174 | 1532 | 1714 | 1752 | 1726 | 1704 | 1697 | 1705 |
|               | 1968 | 1982 | 1990 | 2006 | 2013 | 2015 | 2017 | 2019 | 2020 | 2022 |